# Waleryj Janczy
Waleryj Janczy (ur. 23 czerwca 1977) – białoruski bokser, były mistrz Europy (EBU) w kategorii muszej.

## Kariera zawodowa
23 maja 2008 r. zmierzył się z Belgiem Carmelo Ballone w pojedynku o mistrzostwo Europy w kategorii koguciej. Reprezentant Białorusi przegrał przez techniczny nokaut w 10. rundzie. 7 listopada 2011 r. zmierzył się z Rumunem Silvio Olteanu w walce o wakujące mistrzostwo Europy w kategorii muszej. Po dwunastu rundach został ogłoszony remis a tytuł pozostał bez posiadacza. 9 marca 2012 r. odbył się rewanż, w którym lepszy okazał się Olteanu, zwyciężając przez niejednogłośną decyzję.
26 października 2013 r. zmierzył się z Andreą Sarritzu w walce o zwakowane przez Olteanu mistrzostwo Europy w kategorii muszej. Po dwunastu rundach został ogłoszony remis. 26 kwietnia 2014 r. doszło do rewanżu, w którym lepszy okazał się Białorusin, zwyciężając przez jednogłośną decyzję. Tytuł utracił w pierwszej obronie, przegrywając 25 października 2014 z Kevinem Satchellem.